# District de Rajauri
Le district de Rajauri (ضلع راجوری) est un district du territoire du Jammu-et-Cachemire, en Inde.

## Géographie
Au recensement de 2011, sa population compte 642 415 habitants.
Son chef-lieu est la ville de Rajauri. 